# Акт про урочисте зречення
Акт про урочисте зречення (нід. Plakkaat van Verlatinghe) — юридичний документ, яким було проголошено, що король Іспанії Філіп II не виконує взятих на себе обов'язків перед Нідерландами і тому більше не може вважатися законним королем на її територіях. Був підписаний в односторонньому порядку і закріпив вихід із-під юрисдикції короля Іспанії північних провінцій Нідерландів і об'єднання їх в Республіку Об'єднаних провінцій. Існує думка, що третій президент США Томас Джефферсон при написанні Декларації про незалежність взяв за основу нідерландський «Акт про урочисте зречення».

## Передумови
Перш ніж опинитися під контролем Іспанської імперії Нідерландські провінції були об'єднані під владою герцогів Бургундських, а потім Карла V Габсбурга. При ньому ці території були введені до складу Священної Римської імперії і користувалися привілеями, які були даровані з часів перебування під юрисдикцією Бургундії. Після смерті Філіпа I Вродливого його син Карл V не тільки отримав спадкові володіння дому Габсбургів в Австрії, а й визнання влади від Арагону та Кастилії. У 1556 році під час урочистої церемонії в Брюсселі Карл V зрікся влади на користь свого сина — Філіпа II. Таким чином Нідерланди стали частиною володінь іспанської гілки Габсбурзької династії. Непомірне оподаткування, релігійні переслідування, централізація влади та багато іншого призвело до того, що в Нідерландах почалася революція. Зі змінним успіхом бунтівники за підтримки Османської імперії, Англії, Франції вели боротьбу проти іспанських військ. Дві унії — Арраська та Утрехтська розділили Нідерланди на дві частини: південна залишилася під протекторатом короля Іспанії, північна оголосила про свою незалежність. Після цього Генеральні Штати розпочали пошук союзника, який узяв би на себе роль захисника новоствореної республіки. Оскільки королева Англії та Ірландії Єлизавета I відмовилася від пропозиції вибір пав на брата французького короля, герцога Анжуйського Еркюля Франсуа де Валуа. У 1581 році був опублікований Акт про урочисте зречення, який проголосив, що король Іспанії не виконував своїх обов'язків перед Нідерландами і тому більше не вважається законним королем на цій території.

## Створення документа
За непомірне оподаткування, фізичну розправу над протестантами і будь-якими іншими віруваннями, окрім католицького, Філіп II був оголошений зрадником і таким, що не виконав обіцянок перед країною. Зважаючи на це Генеральні Штати в 1581 році проголосили, що місце протектора країни вакантне і розпочинається розгляд кандидатів. Спеціалізований комітет у складі чотирьох членів: Andries Hessels (секретар від герцогства Брабант), Jacques Tayaert (нотаріус від Генту), Jacob Valcke (нотаріус від міста Гус) і Pieter van Dieven (нотаріус від Мехелена) розробили основи документа, який згодом став Актом про урочисте зречення. Цей документ забороняв використання і написання імені Філіпа II у всіх юридичних документах, а також карбування його імені на монетах або зброї. Влада в провінціях передавалася зборам магістратів. Цей документ звільняв всіх суддів від клятви вірності королю Іспанії і вимагав її принесення Генеральним Штатам. Наступні провінції та міста визнали «Акт про клятвене зречення»:
- Брабант;
- Гельдерн;
- Фландрія;
- Голландія;
- Зеландія;
- Сеньйорія Утрехт[en];
- Мехелен[8][9]

## Наслідки
Деякі магістрати відмовилися прийняти нову присягу і пішли у відставку. Філіп II не визнав законність акта і розгорнув військову кампанію. Зростало невдоволення протекцією Еркюля Франсуа де Валуа, що призвело до відмови від його послуг з боку Генеральних Штатів. Після цього, 17 січня 1583 року він напав на Антверпен, але жителі змогли відстояти своє місто. Ці події відіграли негативну роль в підтримці революційного руху з боку південних провінцій. Вільгельм I Оранський попросили взяти на себе титул головнокомандувача військами (штатгальтер), але він був вбитий у 1584 році. Побоюючись загрози для інтересів Англії Єлизавета I погодилася відкрито підтримати голландців і відправила військову допомогу на чолі Робертом Дадлі, графом Лестером, що і обійняв посаду штатгальтера. Його правління також викликало шквал критики серед населення і в 1587 році на з'їзді Генеральних Штатів Моріца Оранського (принца Оранського, графа Нассауского, сина Вільгельма I) призначили його намісником Республіки Об'єднаних провінцій. Варто відзначити, що сучасні кордони держави були закладені за часів його визвольних військових походів, а після них в Нідерландах встановився мир, який згодом призвів країну до Золотого віку. У 1598 році помер Філіп II і його змінив Філіп III Побожний. Останній пішов на поступки Генеральним Штатам, визнавши незалежність Республіки Об'єднаних провінцій і надав згоду на їх торгову діяльність у всіх іспанських колоніях. Ця угода була підписана в 1609 році в Антверпені.